# Эванс, Руперт
Руперт Эванс (англ. Rupert Evans, род. 9 марта 1977, Стов-у-Чартли, Стаффордшир, Великобритания) — британский актёр театра, кино и телевидения, наиболее известен по ролям в телесериалах «Человек в высоком замке» и «Зачарованные».

## Карьера
Руперт Эванс начал свою карьеру с небольших ролей в телесериалах и театральных ролей, в том числе Ромео в «Ромео и Джульетте» в Королевской шекспировской компании. В 2004 году он сыграл свою первую большую роль — агента ФБР Джона Майерса в фильме Гильермо Дель Торо «Хеллбой». 
В 2007 году Эванс играл главную роль в постановке театра Donmar Warehouse «Поцелуй паучихи», в 2009 году — в адаптации романа Педро Кальдерона де ла Барка «Жизнь есть сон». В 2008 году актёр сыграл главную роль короля Ричарда IV в неоднозначно оценённом критиками сериале «Дворец» о жизни гипотетической королевской семьи Британии, а также снялся в фильме Алехандро Аменабара «Агора». 
В 2012 году Эванс исполнил роль Годвина в мини-сериале «Мир без конца» и приступил к съёмкам в телесериале «Флеминг», где играл роль Питера, брата Яна Флеминга в исполнении Доминика Купера. Сериал вышел на экраны зимой 2014 года. Также в 2014 году Эванса можно было увидеть в ирландском хорроре «Канал», а в 2016 году — в «Кукле».
С 2015 года Эванс играл главную роль в телесериале Amazon «Человек в высоком замке». Его герой — Фрэнк Фринк, художник, который является участником сопротивления в подконтрольном японцам Сан-Франциско. В 2018 году Эванс получил роль Гарри, хранителя Зачарованных, в перезапуске культового сериала.

## Фильмография
| Год       |     | Русское название               | Оригинальное название                        | Роль                           |
| --------- | --- | ------------------------------ | -------------------------------------------- | ------------------------------ |
| 2001      | с   | Высокие ставки                 | High Stakes                                  | Чарли                          |
| 2001      | с   | Моя семья                      | My Family                                    | Том                            |
| 2002      | тф  | Преступление и наказание       | Crime and Punishment                         | студент                        |
| 2002      | с   | Лексс                          | Lexx                                         | Том                            |
| 2002—2002 | с   | Коварство гор                  | Rockface                                     | Джейми Дуган                   |
| 2003      | ф   | 2003                           | Сыновья и любовники                          | Son and lovers / Пол Марел     |
| 2004      | с   | Север и Юг (мини-сериал, 2004) | North & South                                | Фредерик Хейл                  |
| 2004      | ф   | Хеллбой: Герой из пекла        | Hellboy                                      | агент ФБР Джон Майерс          |
| 2005      | мтф | Бархатные пальчики             | Fingersmith                                  | Ричард Риверс                  |
| 2005      | тф  | Шекспир на новый лад           | ShakespeaRe-Told — A Midsummer Night's Dream | Ксандер                        |
| 2007      | тф  | Арритмия                       | Arritmia                                     | Али                            |
| 2008—2008 | с   | Дворец                         | The Palace                                   | король Ричард IV               |
| 2009—2009 | с   | Эмма                           | Emma                                         | Фрэнк Черчилль                 |
| 2009      | ф   | Агора                          | Agora                                        | Синезий Киренский              |
| 2010      | тф  | Маленький дом                  | Little House                                 | Патрик                         |
| 2011      | ф   | Инцидент                       | The Incident                                 | Джордж                         |
| 2012      | ф   | Элфи Хопкинс                   | Elfie Hopkins                                | мистер Гаммон                  |
| 2012      | с   | Тёмные материи                 | Dark Matters: Twisted But True               |                                |
| 2012—2012 | с   | Мир без конца                  | World Without End                            | Годвин                         |
| 2013      | с   | Пуаро Агаты Кристи             | Agatha Christie's Poirot                     | Гарольд Уэринг                 |
| 2013—2014 | с   | Деревня                        | The Village                                  | Эдмунд Аллингем                |
| 2014      | с   | Флеминг                        | Fleming: The Man Who Would Be Bond           | Питер Флемминг                 |
| 2014—2014 | с   | Бестия                         | Rouge                                        | Эллиот                         |
| 2014      | ф   | Канал                          | The Chanal                                   | Дэвид                          |
| 2014      | с   | Секреты                        | The Secrets                                  | Том                            |
| 2015      | ф   | 432                            | Tank 432                                     | Ривз                           |
| 2015—2018 | с   | Человек в высоком замке        | The Man in the High Castle                   | Фрэнк Фринк                    |
| 2016      | ф   | Кукла                          | The Boy                                      | Малкольм                       |
| 2016      | ф   | Американская пастораль         | American Pastoral                            | Джерри Левов                   |
| 2018—2022 | с   | Зачарованные                   | Charmed                                      | Гарри Гринвуд                  |
| 2021      | с   | Бриджертоны                    | Bridgerton                                   | лорд Эдмунд, виконт Бриджертон |